# Marcescente
Marcescente es un término utilizado en botánica para describir a aquellas hojas de árboles y arbustos caducifolios, que, tras haber finalizado el periodo vegetativo y con el cambio de color del follaje, permanecen en el árbol en su gran mayoría durante toda la estación fría (otoño e invierno) hasta prácticamente la salida de las nuevas hojas en la siguiente primavera. Los árboles que suelen ser característicos por este fenómeno, son los robles como el melojo (Quercus pyrenaica), el quejigo (Quercus faginea), numerosos pies de haya (Fagus sylvatica) y los carpes (Carpinus)
En el roble palustre americano se completa la abscisión de las hojas marcescentes en primavera. En algunas especies el peciolo se puede mantener vivo durante el invierno, mientras que en otras las hojas son marcescentes porque las heladas o las plagas secan las hojas antes de que se complete la abscisión.
|                             |
| Quejigos en Sierra Madrona. |

|                                                |
| Roble (Quercus pyrenaica) en Losar de la Vera. |

|                                      |
| Roble palustre americano en EE. UU.. |

|                                             |
| Hayas en Mecklemburgo-Pomerania Occidental. |

|                                  |
| Haya común en primavera en Suiza |

## Beneficios

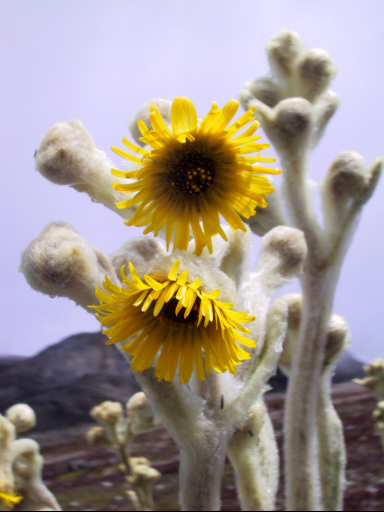
Espeletia schultzii.

Las hojas marcescentes disuaden a los grandes herbívoros, como ciervos y alces, de alimentarse de las ramas y brotes nutritivos del árbol, puesto que con las hojas son menos nutritivas y tienen un sabor desagradable. Algunas especies se protegen del estrés hídrico y térmico gracias a las hojas marcescentes, como las especies andinas Espeletia schultzii y Espeletia timotensis. En zonas alpinas tropicales de diferentes partes del mundo se encuentra una amplia variedad de plantas de diferentes familias que han desarrollado una forma de crecimiento conocida como «roseta caulescente», caracterizada por rosetas de hojas perennes que crecen sobre las hojas marcescentes. 

## Micología
En micología el término marcescente se utiliza para unos tipos de hongo que se pueden secar y después revivir y continuar la dispersión de esporas. El género Marasmius es muy conocido por esta característica que fue considerada importante taxonómicamente por Elias Magnus Fries en su clasificación de los hongos de 1838.
|                   |
| Marasmius rotula. |

|                    |
| Marasmius elegans. |